# Maurice Bennett Flynn
Pour les articles homonymes, voir Flynn.
Maurice Bennett Flynn (1892-1959), connu sous le nom Maurice 'Lefty' Flynn, est un joueur de football américain devenu acteur. Il doit son surnom 'Lefty' au fait qu'il utilisait son pied gauche pour shooter.

## Biographie

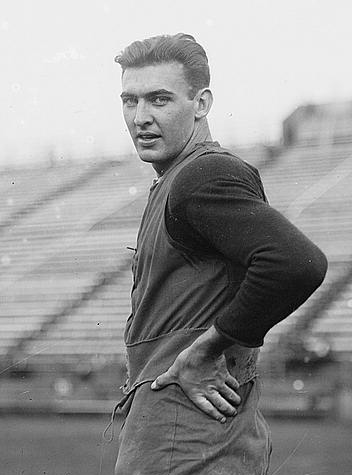
'Lefty' Flynn en footballeur (entre 1910 et 1915).

Maurice Bennett Flynn est né le 2 mai 1892 à Greenwich (Connecticut). Il fait ses études à l'université Yale à partir de 1910. Il en a été expulsé en janvier 1913 après avoir épousé Irene Leary, une choriste. Ils se séparèrent après 11 jours et leur divorce devint définitif en 1914. En 1916, il épousa Blanche Shove Palmer et ils eurent deux enfants, dont le basketteur et animateur Bud Palmer,. Il jouait au football dans l'équipe de l'université, et a été marié avec l'actrice Viola Dana entre 1925 et 1929.
Entre 1919 et 1927 il apparaît dans une quarantaine de films, souvent dans le premier rôle, et parfois en tant que sportif ou aventurier.

## Filmographie
- 1919 : Cœurs de vingt ans (Oh Boy!) d'Albert Capellani
- 1920 : La Horde d'argent (The Silver Horde) de Frank Lloyd
- 1920 : Adieu, whisky ! (The Great Accident) de Harry Beaumont
- 1920 : Going Some
- 1920 : Au voleur ! (Stop Thief) de Harry Beaumont
- 1920 : Officer 666 (en)
- 1921 : Roads of Destiny de Frank Lloyd
- 1921 : Tournant dangereux (Dangerous Curve Ahead) de E. Mason Hopper
- 1921 : Le Prince des Ténèbres (Voices of the City) de Wallace Worsley
- 1921 : The Old Nest
- 1921 : L'Épervier noir (The Last Trail) d'Emmett J. Flynn
- 1922 : L'Engrenage (Oath-Bound) de Bernard J. Durning
- 1922 : The Woman Who Walked Alone de George Melford
- 1922 : Roughshod (en)
- 1922 : Omar the Tentmaker
- 1923 : Drums of Fate
- 1923 : Hell's Hole
- 1923 : The Snow Bride
- 1923 : Salomy Jane
- 1924 : The No-Gun Man de Harry Garson
- 1924 : The Millionaire Cowboy
- 1924 : The Uninvited Guest
- 1924 : Marins (Code of the Sea) de Victor Fleming
- 1924 : Breed of the Border de Harry Garson
- 1924 : Open All Night (en)
- 1925 : High and Handsome
- 1925 : Speed Wild de Harry Garson
- 1926 : The College Boob
- 1926 : The Traffic Cop
- 1926 : Glenister of the Mounted
- 1926 : Mulhall's Greatest Catch
- 1927 : The Golden Stallion